# Dioscorea sylvatica
Dioscorea sylvatica là một loài thực vật có hoa trong họ Dioscoreaceae. Loài này được Eckl. mô tả khoa học đầu tiên năm 1830.